# Ervin Hall
Ervin Henry „Erv” Hall (ur. 5 marca 1947 w Filadelfii) – amerykański lekkoatleta płotkarz, wicemistrz olimpijski z Meksyku z 1968.
Na igrzyskach olimpijskich w 1968 w Meksyku ustanowił rekord olimpijski w półfinale biegu na 110 metrów przez płotki wynikiem 13,3 s. W finale zajął 2. miejsce za swym rodakiem Willie Davenportem.
Nigdy nie zdobył mistrzostwa Stanów Zjednoczonych, ale w 1968 był akademickim mistrzem USA (IC4A) jako student Villanova University.